# 理查德·基尔蒂
理查德·基尔蒂（英語：Richard Kilty，1989年9月2日—）生于蒂斯河畔斯托克頓，是一名英国男子田径运动员，主攻短跑项目，曾就读于诺斯菲尔德学校和体育学院（Northfield School & Sports College）。基尔蒂的妻子是立陶宛三级跳远运动员Dovilė Dzindzaletaitė，两人育有一子。